# Tecojcoyunca
Tecojcoyunca är en ort i Mexiko.   Den ligger i kommunen Cualác och delstaten Guerrero, i den sydöstra delen av landet, 190 km söder om huvudstaden Mexico City. Tecojcoyunca ligger 1 134 meter över havet och antalet invånare är 352.
Terrängen runt Tecojcoyunca är kuperad åt nordväst, men åt sydost är den bergig. Runt Tecojcoyunca är det ganska tätbefolkat, med 65 invånare per kvadratkilometer. Närmaste större samhälle är Huamuxtitlán, 7,2 km öster om Tecojcoyunca. Omgivningarna runt Tecojcoyunca är en mosaik av jordbruksmark och naturlig växtlighet.